# Auguste Sophie Frédérique de Hesse-Cassel
Auguste Sophie Frédérique Marie Caroline Julie de Hesse-Cassel (30 octobre 1823 à Copenhague - 17 juillet 1889 à Copenhague), connue sous le nom de princesse Auguste, est une princesse du Landgraviat de Hesse-Cassel, fille du prince Guillaume de Hesse-Cassel-Rumpenheim (1787–1867) et de la princesse Louise-Charlotte de Danemark (1789-1864). Elle vit la majeure partie de sa vie au Danemark. 

## Famille
La princesse Auguste naît à Copenhague le 30 octobre 1823. Elle est la cadette du prince Guillaume de Hesse, fils du prince Frédéric de Hesse-Cassel-Rumpenheim et de la princesse Caroline de Nassau-Usingen, et de la princesse Louise-Charlotte de Danemark, fille du prince héréditaire Frédéric de Danemark (1753-1805) et la duchesse Sophie-Frédérique de Mecklembourg-Schwerin (1758–1794). Elle est donc la nièce du roi Christian VIII du Danemark. Sa sœur, Louise de Hesse-Cassel, deviendra reine du Danemark et mère du roi Frédéric VIII de Danemark, de la reine Alexandra du Royaume-Uni, du roi George Ier de Grèce et de Dagmar de Danemark, tsarine de Russie. 
Sa sœur aînée est la princesse Marie-Louise-Charlotte de Hesse-Cassel et son frère est le prince Frédéric de Hesse-Cassel (1820-1884), chef de la maison de Hesse-Cassel après la mort du dernier prince-électeur de Hesse- Cassel, Frédéric-Guillaume Ier de Hesse, décédé sans héritier légitime. 
Le père d'Auguste, qui est un prince de faible importance de la maison de Hesse-Cassel, déménage au Danemark avant son mariage avec la princesse Charlotte. Auguste et ses frères et sœurs grandissent à la cour royale danoise et la famille devient l'une des principales familles de la société danoise. La famille assoit son importance lorsque la lignée royale principale est menacée d'extinction. Auguste et ses frères et sœurs font partie des plus proches parents du roi Christian VIII et ont donc une forte revendication sur le trône. En raison de diverses circonstances, c'est le beau-frère d'Auguste, Christian IX, qui devient roi lorsque la ligne principale s'éteint en 1863.

## Mariage
La princesse Auguste épouse l'homme politique danois et noble dano-suédois, Carl Frederik Axel Bror von Blixen-Finecke, baron Blixen-Finecke en 1854. Il occupe le siège de la famille au manoir de Näsbyholm en Suède et au manoir de Dallund à Fionie et est ministre des Affaires étrangères au Danemark en 1859-1860. Le couple a deux fils. Le mariage est mal considéré dans la famille de la princesse car Carl est marié et père de deux enfants lorsqu'ils tombent amoureux et il divorce de sa femme pour épouser Auguste. Il est aussi d'un rang bien inférieur à celui d'Auguste. Il devient un allié de la comtesse Louise Rasmussen, l'épouse morganatique du roi Frédéric VII de Danemark, qui n'est pas appréciée par les autres membres de la famille royale danoise. Auguste et Carl ont un mariage heureux malgré les obstacles et ils sont connus pour leur hospitalité et leur style de vie somptueux. En hommage à Auguste, Carl prend la devise « Per Angusta ad Augusta, » qui en latin signifie « à travers des difficultés jusqu'aux honneurs. »

## Fin de vie
La princesse Auguste devient veuve en 1873. Elle vit de nombreuses années à "Villa Augusta" dans la ville de Elseneur au nord de Copenhague. Elle y vit seule, mais elle reçoit souvent la visite de la famille royale, y compris l'empereur Alexandre III de Russie, lors de leur séjour au palais de Fredensborg. Elle meurt à Amalienborg en 1889.